# 석수역
석수역(石水驛, Seoksu station)은 경기도 안양시 만안구 석수동에 있는 수도권 전철 1호선의 전철역이다. 역의 위치는 서울특별시 금천구 시흥3동과 가깝지만 역사의 공식적인 위치가 경기도 안양시 석수동에 있으며, 이로 인해 서울 시내용 수도권 전철 정기권을 사용할 수 없다.
신안산선이 개통되면 이 역이 서울 최남단역이 될 예정이고, 급행도 정차할 예정이다.

## 역사
- 1982년 8월 2일: 배치간이역으로 영업 개시[2]
- 1992년 3월 2일: 운전간이역으로 변경[3][4]
- 1998년 1월 1일 : 무배치간이역으로 격하[5]
- 2026년 12월: 신안산선 구간개통과함께 환승역이됨

## 역 구조
2면 4선의 쌍섬식 승강장이 있는 지상역이다. 가운데 2선은 통과선이다. 출구는 두 개이며 현재 스크린도어가 설치되어 있다.

### 승강장
| ↑금천구청   |
| ２ \| １ \| |
| 관악↓       |

| 1 | ● 수도권 전철 1호선 | 병점 · 서동탄 · 천안 · 신창 방면     |
|   |                     | 통과선                               |
| 2 | ● 수도권 전철 1호선 | 금천구청 · 구로 · 용산 · 광운대 방면 |

## 역 주변
- 시흥3동
- 석수동행정복지센터
- 연현마을
- 연현초등학교
- 연현중학교
- 중앙철제상가
- 오토랜드광명(기아자동차 소하동 공장)
- 기아대교·광명방면
- 대한신학대학원대학교
- 대한신학교
- 시흥유통상가
- 석수역푸르지오
- 석수2차e편한세상
- 장미아파트
- 미도아파트
- 덕수아파트
- 우편취급소
- 공영아파트
- 석수동두산위브아파트
- 석수동LG빌리지
- LG아파트
- 석수동한양수자인아파트
- 석수동현진에버빌아파트
- (구)동삼아파트
- 서울교통네트웍 시흥3동 영업소
- 소하 나들목·소하 분기점

## 승차량 변동
| 노선   | 승차 인원 | 승차 인원 | 승차 인원 | 승차 인원 | 승차 인원 | 승차 인원 | 승차 인원 | 승차 인원 | 주 석 |
| 노선   | 2000년    | 2001년    | 2002년    | 2003년    | 2004년    | 2005년    | 2006년    | 2007년    | 주 석 |
| ------ | --------- | --------- | --------- | --------- | --------- | --------- | --------- | --------- | ----- |
| 경부선 | 6106      | 7750      | 8810      | 10027     | 7441      | 7352      | 7154      | 7116      | [ 6 ] |
| 노선   | 2008년    | 2009년    | 2010년    | 2011년    | 2012년    | 2013년    | 2014년    | 2015년    |       |
| 경부선 | 7171      | 7449      | 9003      | 10975     | 11605     | 11706     | 11788     | 11860     | [ 6 ] |

## 인접한 역
| 경부선                    | 경부선                          | 경부선                       |
| ------------------------- | ------------------------------- | ---------------------------- |
| P144 금천구청 광운대 방면 | ● 수도권 전철 1호선 경부선 완행 | P146 관악 서동탄 · 신창 방면 |

## 사진

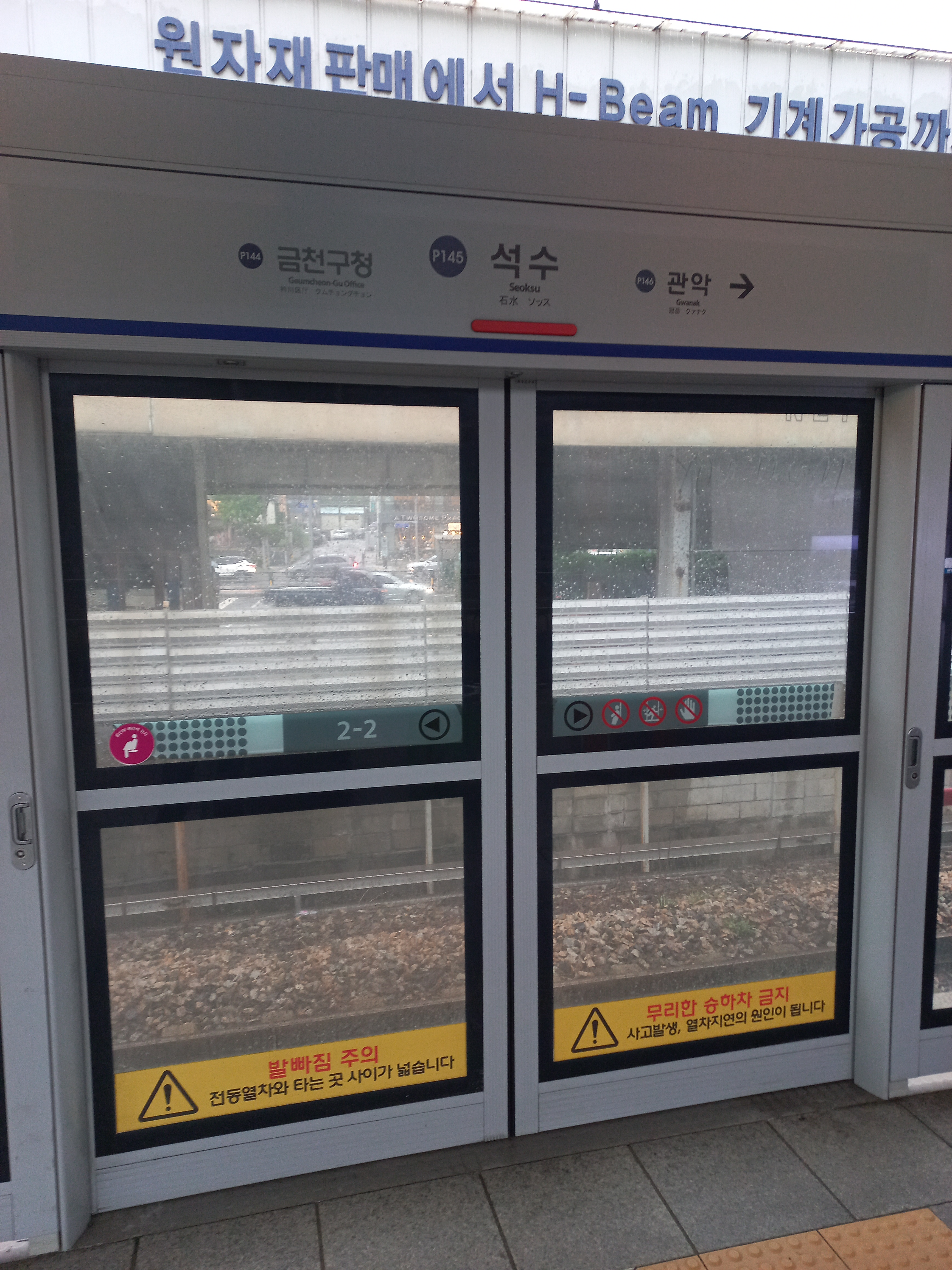
스크린도어
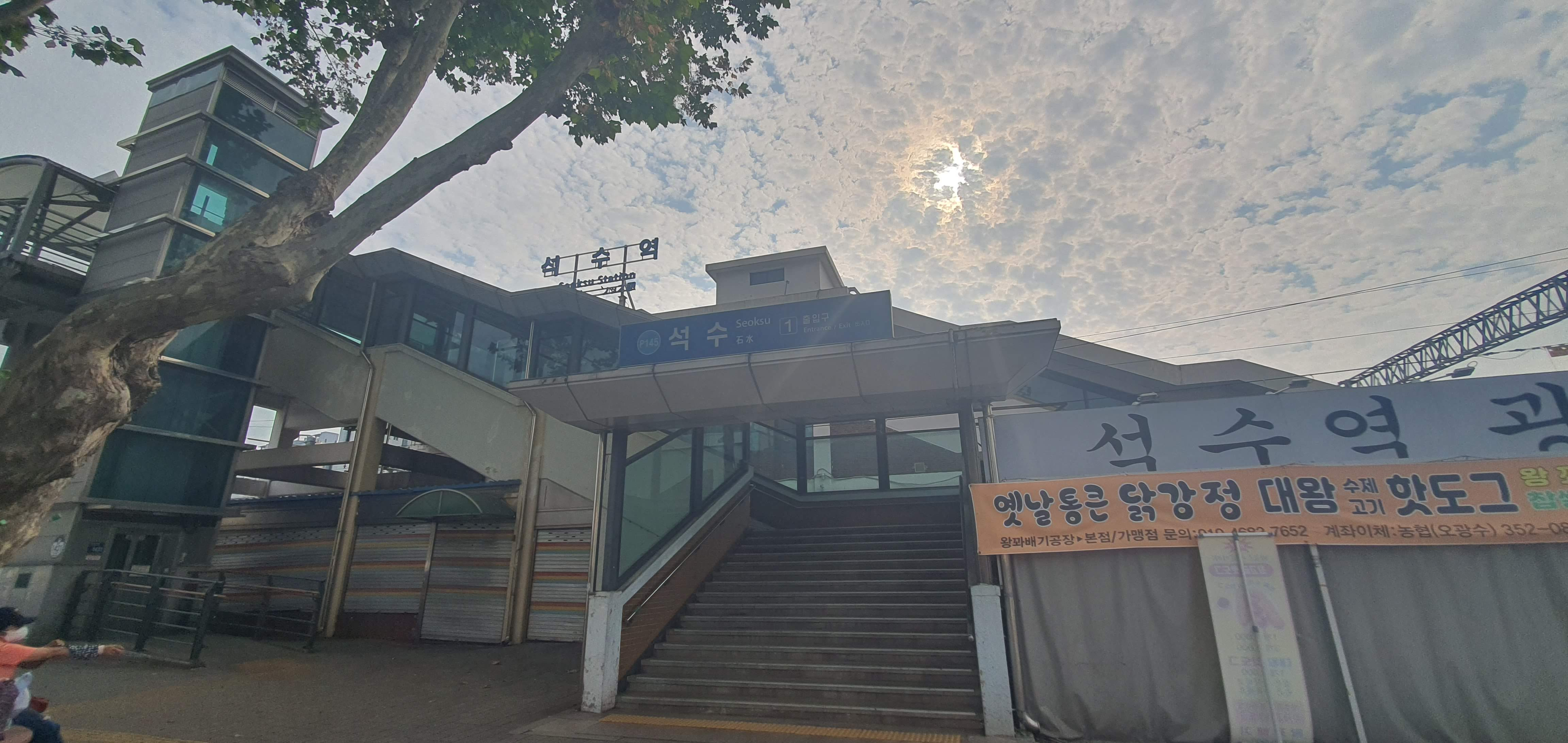
1번출구
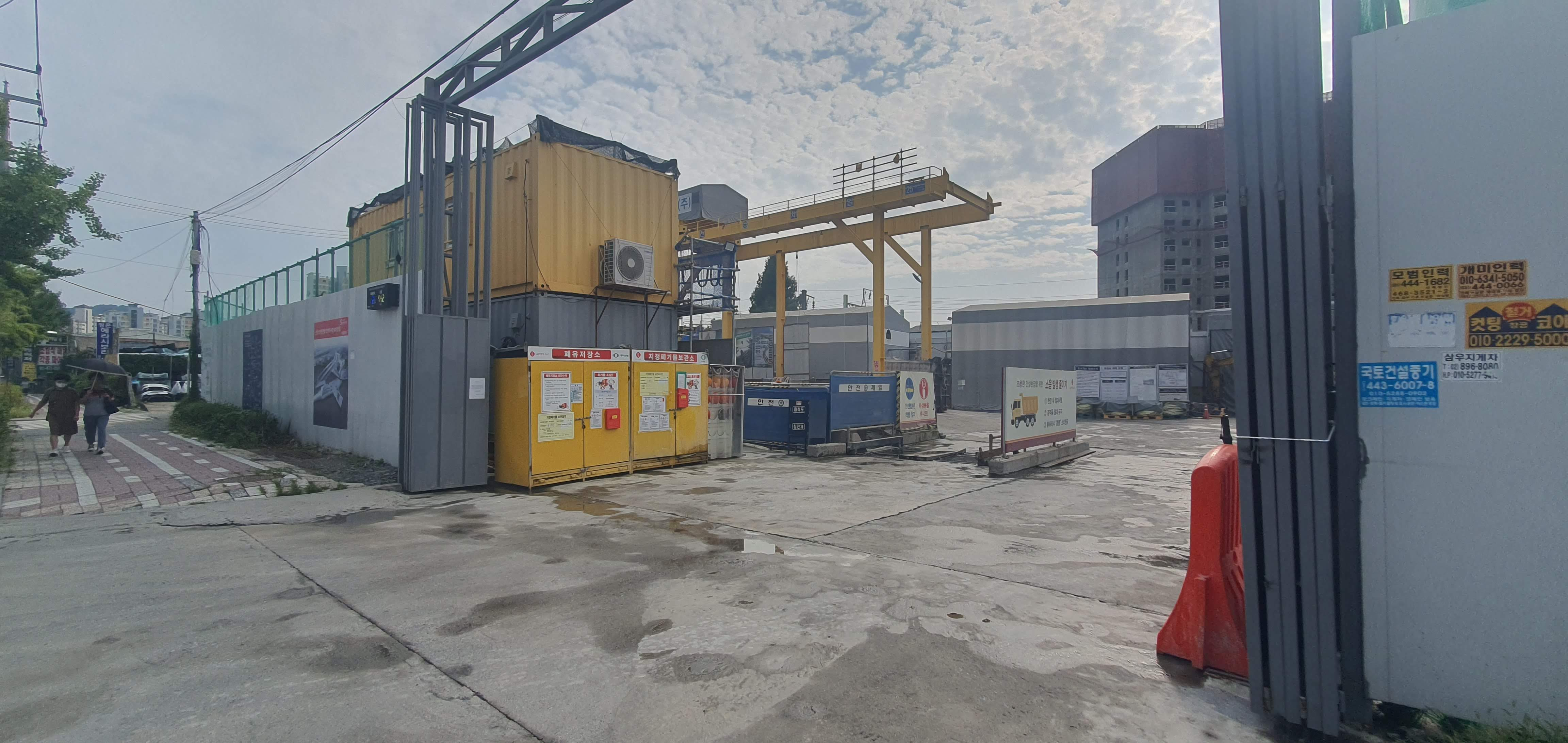
신안산선(공사중)